# داش‌بلاغ (اهر)
داش‌بلاغ یکی از روستاهای استان آذربایجان شرقی است که در دهستان ورگهان بخش مرکزی شهرستان اهر واقع شده‌است.شغل اصلی روستاییان کشاورزی و دامداری می باشد.نزدیک به 20 خانوار در آن زندگی می کنند. این روستا طبیعت زیبایی دارد و از وسط این روستا روخانه کج رود (کجره) رد می شود بنا به نقلی این روستا جزو راه های مخفی قلعه قهقهه بوده.